# Sarconesia dichroa
Sarconesia dichroa är en tvåvingeart som först beskrevs av Ignaz Rudolph Schiner 1868.  Sarconesia dichroa ingår i släktet Sarconesia och familjen spyflugor. Inga underarter finns listade i Catalogue of Life.